# 陳璘 (弘治進士)
陳璘（1467年—1538年），字邦瑞，號一石，山西太原府陽曲縣人，民籍，明朝政治人物。

## 生平
弘治二年（1489年）己酉科山西鄉試第二名舉人。弘治六年（1493年）中式癸丑科會試第一百十四名，三甲第一名進士。授太常寺博士，十一年（1498年）戊午拜监察御史，奉命巡视居庸諸關，又巡按山東，遷浙江提刑僉事，正德三年（1508年）二月升陕西苑馬寺少卿，五年八月升陕西右參政，七年闰五月擢河南按察使。八年八月遷本省右布政使，十二月轉左布政，九年十月遷都察院右副都御史，巡撫湖廣地方兼理军务，未赴任，次月改巡撫延綏，十二年四月以修筑榆林边墙三十馀里讫功赏银币。以父母憂乞歸，奪情固留。嘉靖即位，十六年四月疏論罷歸。生于成化三年八月十八日申时，卒于嘉靖十七年戊戌十月初七日申时，享年七十有二。

## 家族
曾祖陳福聚；祖父陳榮；父陳智，涇州知州、两淮都转运盐使司同知，封右副都御史。母商氏，封淑人。兄陈珙、弟陈珪。（子）陳詩、陳論、陳诲、陳謨、陳諮、陳讜、陳訓；
（孫女婿）太原指挥榮泰、陕西参议郗元洪。